# Windows Phone
Windows Phone (spesso abbreviato in WP) è stata una famiglia di sistemi operativi per smartphone di Microsoft, presentata per la prima volta al Mobile World Congress il 15 febbraio 2010.
Si rivolgeva al mercato consumer al contrario del suo predecessore Windows Mobile (indirizzato al mercato enterprise); è inoltre incompatibile con quest'ultimo e, pur mantenendone alcune caratteristiche, si presentava radicalmente ridisegnata nella struttura e nell'interfaccia: quest'ultima, derivata da quella di Zune HD e denominata inizialmente Metro UI, successivamente Modern UI o linguaggio di design Microsoft, ha debuttato su Windows Phone per poi estendersi a tutto l'ecosistema Microsoft, comprendendo il sistema operativo desktop Windows 8 e le dashboard di Xbox 360 e One.
La prima versione, Windows Phone 7, è stata lanciata sul mercato il 21 ottobre del 2010 (l'8 novembre negli Stati Uniti), seguita il 29 ottobre 2012 dalla seconda generazione, Windows Phone 8. Con l'uscita di Windows 10, Microsoft ha cambiato il nome del sistema operativo per smartphone e tablet in Windows 10 Mobile.
Uno dei problemi principali per gli utenti di Windows Phone è sempre stato la presenza di un esiguo numero di applicazioni nel suo Store rispetto ai principali concorrenti dovuta sia al tardo arrivo del sistema sul mercato sia al mancato supporto applicativo da parte di alcune grandi aziende del web (ad esempio Facebook) con un contestuale proliferare di applicazioni di terze parti anche qualitativamente scadenti. Dopo una prima timida ripresa nel corso del 2013 e del 2014 il divario del Marketplace è aumentato in maniera esponenziale decretando il fallimento di Windows Phone su scala mondiale.
L'ultima versione di Windows Phone, cioè Windows 10 Mobile, ha terminato il supporto da parte di Microsoft in data 14 gennaio 2020.

## Storia

### Sviluppo del sistema operativo
Il lavoro per la creazione di una nuova generazione di Windows Mobile cominciò all'inizio del 2004 sotto il nome in codice Photon, ma essendo i ritmi molto lenti il progetto venne definitivamente abbandonato. Nel 2008 Microsoft riorganizzò i gruppi di lavoro per Windows Mobile e iniziò a lavorare sul nuovo sistema operativo, programmando inizialmente di lanciarlo nel 2009 con il nome di Windows Phone, ma molti ritardi la spinsero a pubblicare prima Windows Mobile 6.5 in attesa del nuovo SO.
Windows Phone 7 venne sviluppato velocemente: la conseguenza principale è stata la mancata retrocompatibilità con i software sviluppati per le serie precedenti. Larry Lieberman, Responsabile di Sviluppo della Microsoft Mobile Developer Experience, ha in seguito dichiarato: «Se avessimo avuto più tempo e risorse, avremmo potuto fare qualcosa per quanto riguarda la retrocompatibilità». Lieberman si è inoltre espresso su come Microsoft abbia provato a guardare al mercato dei cellulari in una maniera differente, avendo in mente il singolo cliente finale ed al tempo stesso le reti aziendali. Terry Myerson, ingegnere di sviluppo di Windows Phone, ha spiegato: «Con lo sviluppo degli schermi capacitivi, senza necessità di pennino, e l'adozione di particolari scelte di hardware per Windows Phone 7, abbiamo dovuto interrompere la compatibilità delle applicazioni di Windows Mobile 6.5».

### Nome
Il nome Windows Phone deriva in parte dal vecchio SO di Microsoft chiamato Windows Mobile. Prima dell'annuncio ufficiale di Windows Phone 7, Microsoft iniziò a chiamare Windows Phones gli smartphone con sistema operativo Windows Mobile. Successivamente annunciò la sua piattaforma come Windows Phone 7 Series, il che suscitò delle critiche essendo troppo lungo e difficile da usare nelle conversazioni. Rispondendo a questo, il 2 aprile del 2011 Microsoft dichiarò che la parola Series sarebbe stata eliminata dal nome, lasciando soltanto la dicitura Windows Phone 7. La dichiarazione ufficiale fu:

«I clienti chiedono un modo più semplice per dire ed usare il nome con frequenza. La cosa importante è mantenere l'attenzione sul marchio Windows Phone, che abbiamo introdotto a partire da ottobre (2009, ndr) e che continuerà ad essere utilizzato anche dopo Windows Phone 7.»

### Loghi

Logo di Windows Phone 7.
Logo a partire da Windows Phone 8.

### Partner OEM
Con Windows Phone 8.1 furono 17 i partner che decisero di puntare su Windows Phone, tra cui Samsung, HTC, Sony, LG, ma non tutti lanciarono un dispositivo con Windows Phone 8.x oppure con Windows Phone.

### Partenariato con Nokia
L'11 febbraio 2011, durante una conferenza stampa a Londra, Steve Ballmer e l'amministratore delegato di Nokia Stephen Elop annunciarono un partenariato tra le loro aziende in base alla quale Windows Phone sarebbe diventato il principale sistema operativo dei futuri smartphone Nokia. L'evento era principalmente focalizzato sulla creazione di un nuovo ecosistema globale, affiancando concorrenti come Android e iOS e parlando di una gara a tre concorrenti. Inoltre, in base all'accordo, Bing sarebbe diventato il motore di ricerca per gli smartphone Nokia e ci sarebbe stata un'integrazione tra Nokia Maps e Bing Maps così come l'Ovi Store di Nokia sarebbe stato integrato con il Windows Phone Marketplace. Il partenariato includeva "passaggi di fondi per royalties, marketing e condivisione", che Microsoft dichiarò essere misurati in miliardi di dollari.
I primi smartphone Nokia a montare il sistema operativo della software house di Redmond furono i Nokia Lumia 800 e 710, presentati a ottobre al Nokia World 2011.
Il 3 settembre 2013 viene annunciata ufficialmente l'acquisizione da parte di Microsoft della divisione Devices & Services di Nokia per una cifra di circa 5,44 miliardi di dollari. Con ciò Microsoft si assicurò i diritti sulla produzione di smartphone con marchio Lumia e Asha più un certo numero di brevetti Nokia; quest'ultima continuò a esistere come azienda sviluppatrice di servizi di localizzazione (Nokia Here) e nuove tecnologie per le telecomunicazioni. Stephen Elop lascia l'incarico di amministratore delegato della società finlandese (gli succederà Risto Siilasmaa) per assumere quello di vicepresidente esecutivo della divisione Devices & Services. Nacque così Microsoft Mobile.
Nonostante l'acquisizione da parte di Microsoft (formalmente non conclusa sino ad aprile 2014 per motivi burocratici), Nokia ha presentato al Mobile World Congress 2014 una serie di smartphone denominata Nokia X e comprendente i modelli X, X+ e XL. La serie era basata su una versione modificata del sistema operativo Android, con un'interfaccia utente simile a quella utilizzata da Windows Phone e uno store di applicazioni proprio in luogo di Google Play.
I primi smartphone targati Microsoft Mobile (formalmente ancora sotto marchio Nokia), i Nokia Lumia 530, 630, 635 e 930 arrivarono nel 2014; sotto il nome di Microsoft Mobile fu lanciato anche il Nokia X2 con una versione modificata del sistema operativo Android, ma venne successivamente dichiarato che questo modello sarebbe stato l'ultimo.

## Lancio iniziale

### Windows Phone 7
Microsoft aveva affermato che Windows Phone 7 sarebbe stato commercializzato in tempo per le vacanze natalizie del 2010; a luglio 2010 venne distribuita la beta di Windows Phone Developer Tools, un pacchetto software gratuito per sviluppare applicazioni da eseguire su Windows Phone 7, contenente Visual Studio (in versione 2010 Express), Silverlight, Expression Blend, XNA Game Studio (in versione 4.0) e il Windows Phone Emulator.
Il nuovo Windows Phone 7 fu svelato il 15 febbraio 2010, al Mobile World Congress di Barcellona e Microsoft rivelò dettagli aggiuntivi al MIX 2010 il successivo 15 marzo. La versione definitiva del software fu distribuita il 16 settembre dello stesso anno.
Windows Phone 7 ricevette quattro update: due minori (NoDo e Tango) e due maggiori (7.5 - Mango e 7.8). Windows Phone 7.8 è l'ultimo update per i dispositivi nati con Windows Phone 7.

### Windows Phone 8
La successiva major release, Windows Phone 8, fu annunciata da Microsoft il 20 giugno 2012 e immessa sul mercato il 29 ottobre dello stesso anno.
Windows Phone 8 attualmente ha ricevuto cinque update: quattro minori (WP 8 Update - Portico, Update 2, Update 3, WP 8.1 Update) e uno maggiore, Windows Phone 8.1.

### Panoramica delle versioni
| Versione principale                                                                               | Data di distribuzione | Cambiamenti rilevanti |
| ------------------------------------------------------------------------------------------------- | --------------------- | --- |
| Windows Phone 7 RTM (7.0.7004.0)                                                                  | 1º settembre 2010     | Release to manufacturing. |
| Windows Phone 7 NoDo (7.0.7390.0)                                                                 | primavera 2011        | Introduce il copia e incolla, un aumento della rapidità di apertura e chiusura delle applicazioni, un'ottimizzazione del sistema di ricerca del Marketplace e il supporto CDMA. Oltre a significativi miglioramenti a: Outlook, fotocamera, audio e Wi-Fi. |
| Windows Phone 7.5 Mango (7.10.7720.68)                                                            | 27 settembre 2011     | Ridisegnata la barra volume, miglioramenti nella schermata di blocco durante l'ascolto di musica, Windows Live Messenger e Facebook Chat integrati all'hub Contatti/Messaggi, hub Giochi migliorato, Task Switch migliorato, introdotti Bing Vision e Bing Musica, Marketplace migliorato, nuova schermata di spegnimento, nuove impostazioni fotocamera, Office Mobile migliorato, nuovo browser Internet Explorer 9 Mobile, Hub Musica + Video con nuove funzioni, suonerie personalizzate, grafica migliorata, Smart DJ e oltre 500 nuove funzioni e 1500 nuove API. |
| Windows Phone 7.5 Refresh Tango (7.10.8773.98)                                                    | estate 2012           | Novità per i messaggi, esportazione e importazione dei contatti dal telefono verso una scheda SIM. |
| Windows Phone 7.8 (7.10.8862.144)                                                                 | 30 gennaio 2013       | Offre una nuova esperienza della schermata Start con riquadri animati piccoli, medi e larghi ridimensionabili, aumentati i colori in primo piano a 20, migliorata l'esperienza della schermata di blocco con funzionalità di protezione dall'attivazione accidentale e l'immagine di Bing come sfondo del giorno. Esteso il supporto di Windows Phone Marketplace e Xbox Live a nuovi paesi, migliorato il carattere cinese e l'aspetto dell'arabo e di altre lingue; fornisce altri miglioramenti della qualità per il sistema. |
| Windows Phone 8                                                                                   | 29 ottobre 2012       | Kernel Windows NT al posto di Windows CE presente in Windows Phone 7, Internet Explorer Mobile 10, Office Mobile migliorato, invio di file tramite Bluetooth, supporto NFC e Wi-Fi Direct, supporto per più risoluzioni, Angolo dei Bambini, supporto per le MicroSD, supporto ai processori multi-core fino a 64 cores, notifiche di app di terzi nella schermata di blocco, pagamenti nelle app, metodo di aggiornamento OTA. |
| Update - Portico (GDR1) (8.0.10211.204)                                                           | 11 dicembre 2012      | Mantenimento della rete Wi-Fi a schermo spento, possibilità di avere degli SMS pre-configurati salvati sul proprio terminale, possibilità di rifiutare una chiamata in entrata inviando un SMS pre-configurato, nuova voce “seleziona tutto” in messaggi e foto, fix per i riavvi improvvisi. |
| Update 2 (GDR2) (8.0.10327.77 o 8.0.10328.78)                                                     | luglio 2013           | Miglioramenti per l'hub Musica + video sia in termini di reattività che in termini di funzionalità (permette infatti di vedere metadati più dettagliati, come informazioni sul brano e sull'album); aggiunta della Radio FM (accessibile dall'hub Musica + video per i terminali che supportano questa funzionalità); introdotto Data Sense (un'applicazione che aiuta a monitorare il quantitativo di dati scaricati dalla rete cellulare; permette inoltre di impostare una soglia limite di dati scaricabili e di monitorare le singole applicazioni. Viene attivato a discrezione degli operatori telefonici). Le app che usano il protocollo VoIP (Voice over Internet Protocol) come Lync e Skype offrono prestazioni migliori e più stabilità. Miglioramenti in Internet Explorer, che aumenta la compatibilità con HTML5. Altri miglioramenti non specificati. |
| Update 3 (GDR3) (8.0.10501.127, 8.0.10512.142, 8.0.10517.150 o 8.0.10521.155)                     | ottobre 2013          | Apportate diverse migliorie che facilitano l'utilizzo dei dispositivi da parte degli utenti con problemi di vista, possibilità di liberare spazio dalla memoria con più facilità e rimuovere i file temporanei. Le nuove categorie in “memoria del telefono” mostrano in dettaglio quali app occupano più spazio. Introdotta la Modalità Guida: nessuna distrazione mentre si è alla guida; questa nuova modalità permette infatti all'utente di disattivare le notifiche di chiamate e messaggi in arrivo per evitare di essere distratti. Aggiunta la possibilità di disattivare la rotazione dello schermo, per una lettura più agevole in qualsiasi posizione (soprattutto da sdraiati); possibilità di configurare la rete Wi-Fi sul proprio dispositivo al primo avvio o dopo un ripristino delle impostazioni di sistema, utile per configurare subito tutti i servizi di rete. Aggiunto il supporto per la condivisione della propria connessione di rete tramite bluetooth con i dispositivi Windows 8.1, risolti diversi bug che causavano problemi nelle connessioni bluetooth con gli accessori e altri dispositivi. Aggiunta la possibilità di personalizzare la suoneria di SMS, e-mail, messaggi vocali, promemoria e messaggistica istantanea). È stata inoltre aggiunta la possibilità di chiudere le applicazioni dal Fast App Switcher con un tap sulle rispettive “X”. Altri miglioramenti non specificati. |
| Windows Phone 8.1 (8.10.12293.216, 8.10.12393.890, 8.10.12382.878, 8.10.12397.895 8.10.12397.899) | estate 2014           | Aggiunta dell'assistente virtuale Cortana, del centro operativo (che gestisce alcune azioni rapide e raggruppa le notifiche) e della funzionalità swype alla tastiera Word Flow; maggiore personalizzazione con la possibilità di aggiungere uno sfondo alle tile della schermata Start; miglioramenti al browser (portato alla versione 11) e player video all'interno della finestra; divisione dell'hub Musica + video in Xbox Music e Xbox Video, nuove app di monitoraggio tra cui Risparmia Batteria, Sensore Dati, Sensore Wi-Fi e Sensore Memoria. Apportato un elevato miglioramento al multitasking, introdotte applicazioni universali per Windows 8.1 e Windows Phone 8.1, nuove API per personalizzare la schermata di blocco. L'integrazione tra i social e gli hub di sistema non è più gestita dal sistema ma dalle varie applicazioni (Facebook, Twitter ecc.). Inoltre tramite la ricerca di Bing è possibile ricercare anche file, contatti e applicazioni nel sistema ed è stato aggiunto il supporto per i pulsanti Indietro, Start e Cerca a schermo. |
| Windows Phone 8.1 Update (GDR1) (8.10.12293.216)                                                  | agosto/autunno 2014   | Cortana arriva in Cina, Regno Unito, Canada, India e Australia, aggiunte cartelle nella schermata Start, miglioramenti a Xbox Music: supporto alla Live Tile, Scheda "Riprodotti di recente", supporto all'angolo dei Bambini. Live tile per Windows Phone Store, possibilità di selezionare più SMS contemporaneamente ed eliminarli o inoltrarli tutti in una volta, Angolo delle app, impaginazione di Internet Explorer 11 migliorata, app degli accessor, IP statico, backup di cartelle, tasti funzione virtuali a scomparsa (i soft key possono essere nascosti con uno swipe verso il basso e riattivati con uno verso l'alto) e molto altro. |
| Windows Phone 8.1 Update 2 (GDR2)(8.10.15148.160)                                                 | aprile 2015           | Preinstallato sui Lumia 640 e 640 XL; nessuna informazione riguardo all'aggiornamento degli altri dispositivi. |
| Windows 10 Mobile                                                                                 | marzo 2016            | Major update con l'obiettivo di apportare a smartphone e phablet un'esperienza d'uso simile a quella di Windows 10. Modelli compatibili: Lumia 1520, 930, 640, 640XL, 730, 735, 830, 532, 535, 540, 635 1GB, 636 1GB, 638 1GB, 430, 435, BLU Win HD w510u, BLU Win HD LTE x150q, MCJ Madosma Q501. |

## Caratteristiche

### Interfaccia utente

Esempio schematico dell'interfaccia Modern UI in un Windows Phone, dove vengono utilizzate le "Live Tiles" di varie dimensioni e posizione

Windows Phone utilizzava la nuova interfaccia utente (Modern UI, denominata in precedenza Metro) Microsoft. La schermata principale, chiamata Start, era composta da live tiles, che sono collegamenti ad applicazioni, funzioni o elementi individuali (come contatti, pagine internet, applicazioni o altro) a forma di piastrelle (tiles, appunto, in inglese). L'utente poteva aggiungere, ridimensionare, spostare o eliminare le tiles, che apparivano dinamiche (da cui live tiles) grazie a effetti grafici (ribaltamenti, animazioni ecc.) e si aggiornavano in tempo reale - per esempio, la tile di un account di posta elettronica mostrava il numero di messaggi non letti, o una tile di un'applicazione meteo poteva informare a intervalli di tempo (e non in tempo reale per questioni di autonomia) sulle condizioni meteo. L'interfaccia utente di default aveva un tema scuro, ma l'utente poteva scegliere di sostituirlo con un tema chiaro, a cui si poteva abbinare un colore unico per le tiles scegliendo tra venti tonalità. Le tiles di applicazioni esterne potevano adottare automaticamente il colore scelto o averne uno indipendente.
Molti contenuti in Windows Phone erano organizzati in hub, che combinavano contenuti locali e online, non limitandosi a mostrare semplicemente elementi relativi alla singola categoria ma ampliandola raccogliendo interazioni, collegamenti e app anche mediante l'integrazione del sistema con le principali reti sociali come Facebook e Twitter. Ad esempio, l'hub Foto conteneva sia gli album creati scattando foto o facendo screenshot, sia quelli dell'account di reti sociali con cui era sincronizzato e mostrava ad esempio le app installate per effettuare modifiche fotografiche; l'hub Contatti mostrava i contatti della rubrica telefonica, di Facebook, Twitter e dell'account e-mail configurato e consentiva all'utente di visionare e commentare gli aggiornamenti dei social network. Altri hub presenti erano Musica + video (integrava brani, video, playlist, collegamenti allo Store e alle app multimediali installate); Giochi (integrava Xbox Live con obiettivi e punteggi giocatore, oltre al collegamento allo Store per l'acquisto diretto di nuovi giochi), Windows Phone Store (precedentemente Marketplace) e Office (mostrava sia i documenti presenti nel telefono, con possibilità di crearne di nuovi, sia ulteriori percorsi contenenti altri documenti, come la casella e-mail o OneDrive).

### Input
L'utente interagiva con la piattaforma Windows Phone attraverso tre tasti principali: Indietro, Start e Cerca.
Indietro, rappresentato da una freccia rivolta verso sinistra, riportava alla schermata precedente e permetteva di chiudere un'applicazione se la si sta eseguendo; mediante pressione prolungata mostra la schermata del multitasking.
Start, rappresentato dal logo di Windows, riportava alla schermata iniziale quando si stava eseguendo un'applicazione, lasciandola aperta in background. Mediante pressione prolungata, si attivavano i comandi vocali TellMe.
Cerca, rappresentato da una lente d'ingrandimento, permetteva di accedere alla ricerca integrata di Bing.
Altri tasti fisici erano i bilancieri del volume, il tasto di blocco/spegnimento e il tasto bifasico per la fotocamera.
Windows Phone utilizzava la tecnologia multi-touch; l'inserimento del testo avveniva per mezzo di una tastiera virtuale su schermo, denominata Word Flow, la quale aveva un tasto dedicato all'inserimento delle emoticons, alla dettatura vocale e alla scelta del pacchetto linguistico per i suggerimenti e i simboli (di default nella lingua di sistema, scaricabili in altre lingue). L'utente poteva cambiare parola, dopo averla digitata, scegliendo tra i suggerimenti elencati, inoltre era presente la correzione automatica. Toccando o mantenendo la pressione su determinati tasti funzione era possibile visualizzare altri caratteri simili. Gli smartphone Windows Phone supportavano anche una tastiera fisica per l'inserimento del testo.
Con Windows Phone 8.1 la tastiera Word Flow si arricchiva della funzionalità di scrittura swype, che migliorava sensibilmente la velocità di digitazione.

### Multitasking
Windows Phone impiegava un sistema di gestione delle app in background diverso dagli altri sistemi operativi: le app presenti in background, infatti, non rimanevano aperte e attive, bensì venivano "ibernate" nella memoria cache e quindi rimosse dalla RAM; tuttavia esse non venivano totalmente chiuse ma messe in pausa in modo da tornare in attività appena le si selezionava dalla schermata multitasking.
I vantaggi che si ottenevano attraverso questo sistema erano una maggiore autonomia della batteria, che si traduceva in minor consumo di risorse hardware, RAM sempre libera e disponibile, e l'assenza quasi totale di lag e vari rallentamenti. In questo modo l'utente poteva utilizzare tranquillamente il dispositivo senza chiudere le app in background. Tuttavia alcune app necessitavano di un riavvio perché non sviluppate bene per questo tipo di sistema.

### Notifiche
Il sistema di notifiche era gestito dai server Microsoft e supportava app di sistema o di terze parti. L'utente poteva ricevere notifiche sotto forma di toast, ovvero tramite un ban che appariva nella parte superiore dello schermo e che vi rimaneva per alcuni secondi; per ignorarlo l'utente lo trascinava verso la parte destra dello schermo. Le notifiche il cui ban era stato ignorato si manifestano nella tile della relativa app sotto forma di numero (in base alla quantità) o sotto forma di anteprima del loro contenuto. La schermata di blocco mostrava nella parte inferiore fino a cinque applicazioni notificabili.
Con Windows Phone 8.1 veniva introdotto l'Action Center, un menù a tendina attivabile tramite uno swype verso il basso dalla barra di stato e che mostrava, oltre a quattro funzioni rapide, le notifiche non ancora visualizzate.

### Ricerca
Le specifiche di Microsoft sull'hardware degli apparati prevedevano la presenza di un tasto multifunzione di ricerca sul frontale del telefono. La pressione sul pulsante Cerca permetteva all'utente di ricercare siti internet, notizie e posizioni sulla mappa usando il motore di ricerca Bing.
Bing era il motore di ricerca predefinito sui telefoni che erano dotati di Windows Phone ed era fortemente integrato con le funzioni del sistema operativo (che includeva anche l'utilizzo di Bing Maps per ricerche di localizzazione). Microsoft ha comunque dichiarato che potevano essere installate applicazioni per utilizzare altri motori di ricerca. Erano incluse le funzioni Vision, che permette di leggere codici a barre, Microsoft Tag e codici QR, e Musica, che permetteva di identificare il titolo di un brano e di cercarlo sullo Store mediante l'ascolto di esso.
Con la versione 8.1, tramite il tasto Cerca si potevano visualizzare anche i risultati relativi ad app, file e documenti presenti nel telefono.

### Assistente vocale
In Windows Phone 7 e 8 era presente un assistente vocale, denominato Microsoft TellMe, attivabile mediante la pressione prolungata del tasto centrale Start. Esso permetteva di eseguire funzioni limitate come l'apertura di applicazioni, la ricerca e la composizione di note e messaggi tramite dettatura e la possibilità di chiamare ordinandolo con la voce.
Tuttavia, con la major release Windows Phone 8.1, Microsoft implementava sulla piattaforma Windows Phone un nuovo assistente vocale intelligente, Cortana. Il nome era ripreso dalla serie Halo, come annunciato da Joe Belfiore durante la presentazione in cui ne ha mostrato le caratteristiche principali, introducendola come una vera e propria assistente intelligente in grado di rispondere a svariati tipi di domande e di fornire molteplici tipi di risposte e informazioni. Cortana era accessibile tramite tile o pressione prolungata del tasto Cerca; tuttavia funzionava unicamente con collegamento a internet e GPS; quando essi erano disattivati la pressione prolungata del tasto Cerca attiva TellMe.
Inizialmente Cortana era disponibile solo in inglese e cinese e solo in un numero limitato di paesi, ossia Stati Uniti, Cina, Regno Unito, Canada, India e Australia.

### Browser
Per la navigazione in Internet, Windows Phone utilizzava Internet Explorer Mobile, con lo stesso motore della versione desktop.
Internet Explorer Mobile permetteva all'utente di aggiungere siti preferiti e collegamenti a pagine web direttamente sulla schermata Start e caricare più schede in parallelo. Altre caratteristiche includevano le gesture multi-touch, una particolare interfaccia utente, l'animazione zoom in e zoom out, la possibilità di salvare immagini dalle pagine web, la condivisione di pagine web via mail o reti sociali e il supporto alla ricerca che permette all'utente di trovare una parola o una frase in una pagina web semplicemente selezionandola. Microsoft aveva annunciato di voler aggiornare regolarmente il browser di Windows Phone e il suo motore di layout indipendentemente dalla versione del sistema.
In una presentazione, Microsoft ha inoltre dichiarato che gli utenti potevano visualizzare i video di YouTube o altri siti sul browser. Selezionando il video sulla versione mobile del sito il video sarà visualizzato su un lettore multimediale a sé stante, mentre a partire da Windows Phone 8.1 con IE11 i video verranno visualizzati direttamente nella finestra.
Il browser era inizialmente basato su Internet Explorer 7 e 8, ma in seguito fu aggiornato e rimpiazzato da una versione basata su Internet Explorer 9, la quale fu distribuita con l'aggiornamento Mango e includeva una migliore visualizzazione dei supporti standard HTML, CSS e JavaScript, insieme a una maggiore velocità.
In Windows Phone 8, Internet Explorer Mobile ha raggiunto la versione 10 ed era basato su Internet Explorer 10; con Windows Phone 8.1 il browser è stato aggiornato alla versione 11, che introduceva gli upload di file, la modalità lettura e l'inPrivate Browsing.

### Contatti
I contatti erano organizzati nell'hub Contatti, fortemente integrato con le reti sociali sincronizzate, e potevano essere inseriti manualmente o importati dalla scheda SIM. La sezione Io mostrava le informazioni relative all'utente, con tre sottosezioni: Condividi (nella quale si poteva pubblicare uno status, indicava la propria posizione e impostare lo stato della chat integrata), Notifiche (mostrava le notifiche dell'utente) e Novità (mostrava gli ultimi post dell'utente). Un contatto poteva essere creato in rubrica e collegato al suo corrispondente nei social network sincronizzati; vi era inoltre la possibilità di aggiungerlo alla schermata Start; la sua tile visualizzava foto e aggiornamenti in breve.
Dalla versione 8.1 l'interazione con le reti sociali è stata rivisitata, sostituendo le funzioni integrate con collegamenti alle relative app.

### E-mail
Windows Phone supportava la sincronizzazione con Outlook.com, Outlook, Hotmail, Yahoo! Mail, Gmail e LinkedIn nei protocolli POP e IMAP; era possibile la creazione di inbox collegate e la sincronizzazione di contatti, calendario e attività relativi all'account.

### Office
L'hub Office organizzava i programmi della suite Office e tutti i documenti (che erano presenti nel telefono e su OneDrive o scaricati da Internet e da e-mail). Office Mobile permetteva l'interoperabilità con la versione desktop di Microsoft Office; Word Mobile, Excel Mobile, PowerPoint Mobile, OneNote Mobile e SharePoint Mobile producevano file visualizzabili e modificabili in formato Microsoft Office.
Windows Phone supportava la sincronizzazione dei documenti di Office tramite OneDrive. Con Windows Phone 8.1 era possibile aprire e salvare file sulla SD esterna e sulla memoria del telefono.

### Multimedia
L'esperienza multimediale di Windows Phone era divisa in quattro distinti hub, Foto, Musica, Video e Podcast. Foto mostrava le foto e i video catturati dall'utente, le immagini scaricate, quelle delle reti sociali sincronizzate e quelle caricate su OneDrive. L'utente poteva caricare foto on-line e commentava direttamente dall'hub tramite i collegamenti alle varie applicazioni. Le gesture multi-touch permetteva lo zoom delle foto.
In Windows Phone 7 l'hub Zune raccoglieva la musica, i video, i podcast e la radio in Windows Phone 8, la radio era stata eliminata e l'hub era stato sostituito da Musica + video che con GDR2 aveva aggiunto la radio che era stato poi a sua volta smembrato in quattro distinti hub con Windows Phone 8.1.
- Musica raccoglieva la musica presente nel telefono, e permetteva all'utente di accedere al servizio Xbox Music (per acquistare musica o ascoltarla in streaming con il servizio di sottoscrizione Xbox Music Pass e vedere le biografie e le foto degli artisti),
- Video raccoglieva i video salvati nel telefono (non quelli registrati, che venivano mostrati nel rullino) e offriva l'accesso a Xbox Video per acquistare film e serie tv,
- Podcast sfruttava Bing e permette la riproduzione dei podcast in possesso dell'utente,
- Radio permetteva di ascoltare la Radio tramite l'auricolare.

Infine nei telefoni con Windows Phone 8.1 Update veniva realizzata una cartella chiamata Musica + video contenente le quattro applicazioni separate.

### Giochi
Il sistema Xbox Live su Windows Phone portava una tipologia di esperienza tipo console: attraverso l'hub Giochi, gli utenti potevano, oltre ad accedere ai titoli scaricati, s'interagiva con il proprio avatar e si visualizzava i punteggi e le classifiche di Xbox Live, oltre a messaggiare con gli amici (per quest'ultima funzione è necessario un abbonamento Xbox Live Gold). Sullo Store erano presenti molteplici titoli, a pagamento o gratuiti, sviluppati da Microsoft o terzi, contrassegnati dal marchio XBOX, che ne indicava la compatibilità alle funzionalità Xbox Live. L'offerta era ulteriormente ampliata da multiplayer real-time, possibilità di utilizzo in simultanea e scambio di messaggi tra console e telefono e raggiungimento di punti univoci anche giocando ai titoli sullo smartphone.

### Store
Il Windows Phone Store (Windows Phone Marketplace su Windows Phone 7.x) veniva usato per distribuire e vendere musica, video, e applicazioni per Windows Phone, era accessibile dall'hub Store (Marketplace su Windows Phone 7) sul telefono oppure dal sito internet www.windowsphone.com/store. Lo store era amministrato da Microsoft, che doveva prima approvare i software così da prevenire ogni tipo di malware. A luglio 2014 il Windows Phone Store contava oltre 350 000 applicazioni e il traguardo delle 500.000 è stato raggiunto il 16 novembre dello stesso anno.

#### Musica e video
Xbox Music, integrato nello Store, offre 12 milioni di canzoni a 320 kbit/s in formato MP3 DRM-free da quattro grossi gruppi musicali (EMI, Warner Music Group, Sony BMG e Universal Music Group), oltre che da case discografiche minori. Xbox Video, anch'esso integrato, offre film distribuiti da Paramount, Universal, Warner Bros. e altri studios, oltre a popolari serie televisive, con Windows Phone 8.1 gli store di Musica e Video sono stati spostate nelle rispettive app.
Microsoft metteva a disposizione il servizio di sottoscrizione musicale Xbox Music Pass, che permetteva agli iscritti di scaricare o ascoltare in streaming un numero illimitato di canzoni fino alla scadenza della sottoscrizione.

#### Sviluppo e iscrizione degli sviluppatori
Applicazioni e giochi per Windows Phone potevano essere basati su XNA o su specifiche versioni di Microsoft Silverlight; era presente inoltre il supporto a molti motori grafici 3D per lo sviluppo di giochi, come l'Unreal Engine. Windows Phone 8 e 8.1 supporta le DirectX.
Gli sviluppatori registrati a Windows Phone e Xbox Live potevano pubblicare, aggiornare e modificare le loro applicazioni per la piattaforma attraverso l'applicazione online Windows Phone Dev Center. Il Windows Phone Dev Center forniva strumenti di sviluppo e di supporto per gli sviluppatori di applicazioni, quali ad esempio Visual Studio e i vari altri tool di sviluppo. Le applicazioni inserite dovevano sottostare all'approvazione e alla convalida di Microsoft. Il costo delle applicazioni approvate dipendeva dallo sviluppatore, ma a Microsoft spettava il 30% del guadagno (il restante 70% andava agli sviluppatori). Microsoft pagava gli sviluppatori solo al raggiungimento di determinati limiti, e trattiene il 30% di tasse per sviluppatori non statunitensi, a meno che non erano già registrati con il servizio fiscale degli Stati Uniti.

#### Distribuzione e restrizione dei contenuti
Per pubblicare un'applicazione sul Windows Phone Store, l'applicazione doveva essere inviata a Microsoft per l'approvazione. Microsoft stessa aveva delineato i contenuti che non saranno stati approvati, tra questi i software a sfondo sessuale; questo includeva contenuti che mostrano nudità (capezzoli, genitali, natiche e peli pubici), prostituzione e feticismi sessuali.

### Aggiornamenti
Secondo quanto dichiarato da Microsoft, gli aggiornamenti erano inviati ai terminali Windows Phone attraverso Microsoft Update, come nel caso di altri sistemi operativi basati su Windows. Microsoft aveva inoltre intenzione di aggiornare direttamente ogni telefono dotato di Windows Phone e aveva pianificato un costante invio di aggiornamenti minori che aggiungeranno caratteristiche durante l'anno e un grosso aggiornamento annuo.
Tutte le applicazioni esterne potevano essere aggiornate automaticamente attraverso il Windows Phone Store (Marketplace su Windows Phone 7).

#### Windows Phone 7
Su Windows Phone 7 era necessario utilizzare i software Zune per PC o Windows Phone Connector per Mac (quindi era necessario collegare il telefono a un computer attraverso cavo USB). Gli utenti ricevevano una notifica che li informava della presenza di un aggiornamento permettendo loro di collegare il dispositivo.

#### Windows Phone 8
A partire da Windows Phone 8 gli aggiornamenti erano possibili senza collegare il telefono a un computer, ovvero over-the-air (OTA), a partire dall'Update 3 di Windows Phone 8 era possibile aderire al programma "Preview for Developer" per avere sempre l'ultima versione dell'OS senza però il firmware dell'OEM.
Con l'uscita di Windows 10, Microsoft cambiò il nome del sistema operativo per smartphone e tablet in Windows 10 Mobile.